# 琴路美津子
琴路 美津子（ことじ みつこ、1918年6月5日 - 1940年代）は、日本の女優。本名、河合 喜久江。父は大都映画創業者の河合徳三郎、妹は女優の大河百々代。

## 来歴・人物
東京市神田区出身。1933年（昭和8年）に青山学院から大都映画に入社、現代劇を中心に出演する。相手役はハヤフサヒデトが多く、これが縁となって結婚し引退。1940年（昭和15年）に、ハヤフサが大都映画を退社して満洲映画協会に参加するため満州に渡るとこれに同行した。
第二次世界大戦中に病気のため満州で死去した。

## 出演作品
1934年
- 空飛ぶ癇癪玉
- 港の伊達男
- 地獄の争闘
- 俺の喧嘩日記
- 栄冠は躍る
- 暁の超特急
- 肉弾の王者
- 微笑む友情
- 銀鱗の花籠
- 闇の顔役
- 八州股旅恋慕
- 俺は日本人だ
- 咆哮炸裂

1935年
- 闇に叫ぶ狼
- 暗黒街の人気男
- 旋風の荒鷲